# Châtenoy (Senna e Marna)
Châtenoy è un comune francese di 148 abitanti situato nel dipartimento di Senna e Marna, nella regione dell'Île-de-France.

## Società

### Evoluzione demografica
Abitanti censiti